# Josefina Silva
Josefina Barco Silva (Encarnação, Lisboa, 10 de janeiro de 1898 — São Domingos de Benfica, Lisboa, 18 de fevereiro de 1993) foi uma atriz portuguesa.

## Biografia
Filha de um cantor lírico e sapateiro, Emílio Enrico Barco, natural de Vicenza (freguesia de São Marcos), em Itália, e de sua mulher, Guilhermina Lopes, doméstica, natural de Celorico da Beira (freguesia de Mesquitela), iniciou-se ainda muito nova na arte de representar. Foi seu padrinho de batismo o tenor italiano Carlo Cartica. A sua primeira peça foi Casa de Bonecas do dramaturgo norueguês, Henrik Ibsen.
A sua estreia oficial, deu-se aos 15 anos de idade, como corista no Teatro São Luiz (na época designado por Teatro República), na revista “De Capote e Lenço” do escritor teatral e cinematográfico português João Bastos.
Em 1914, antes de partir para o Brasil, trabalhou no Teatro Apolo como corista bailarina.
Conheceu António Silva no Brasil, onde casaram a 23 de agosto de 1920. Os dois artistas regressaram a Portugal com a Companhia de Teatro Santanella-Amarante.
Fez parte de Os Comediantes de Lisboa e mais tarde, do elenco da Companhia do Teatro Nacional, onde, em fevereiro de 1983, desempenhou um curto mas brilhante papel como Maria Josefa, a louca mãe de Bernarda Alba, na peça A Casa de Bernarda Alba.
Faz teatro radiofónico na RCP ao lado do seu marido, e de nomes como Rogério Paulo, Paulo Renato, Isabel Wolmar, Carmen Dolores, Laura Alves e Álvaro Benamor.
Morreu a 18 de fevereiro de 1993, na freguesia de S. Domingos de Benfica, em Lisboa.

## Prémios
- Medalha de Mérito Cultural[7]
- Prémio Lucília Simões do SNI (1964) pela representação em Divinas Palavras de Ramón María del Valle-Inclán[8]
- Prémio de Prestígio da Casa da Imprensa Nacional (1985)[1]
- Oficial da Ordem Militar de Sant'Iago da Espada (26 de Abril de 1985)[9]

## Filmografia
Entre a sua filmografia encontram-se: 
- 1930 - Lisboa, Crónica Anedótica, de Leitão de Barros

- 1982 - A Vida É Bela?!

## Teatro (algumas peças)
- 1949 - Dois Maridos em Apuros - Cinema Odéon[12]
- 1967 - Feliz Aniversário - Teatro Avenida
- 1976 - O Círculo de Giz Caucasiano - Teatro Aberto